# محمد بن زياد
محمد بن زياد القرشي الجمحي البصري مولى عثمان بن مظعون، وهو مدني، نزل البصرة، وثقه أحمد وغيره. تُوفي سنة نيف وعشرين ومائة.

## روايته للحديث النبوي
- حدث عن: عائشة، وأبي هريرة، وعبد الله بن عمر، وابن الزبير، له نحو من خمسين حديثًا.
- حدث عنه: يونس بن عبيد، ومعمر، وشعبة، وإبراهيم بن طهمان، والربيع بن مسلم، وحماد بن زيد، وآخرون.